# Cynthia Blanche Curzon

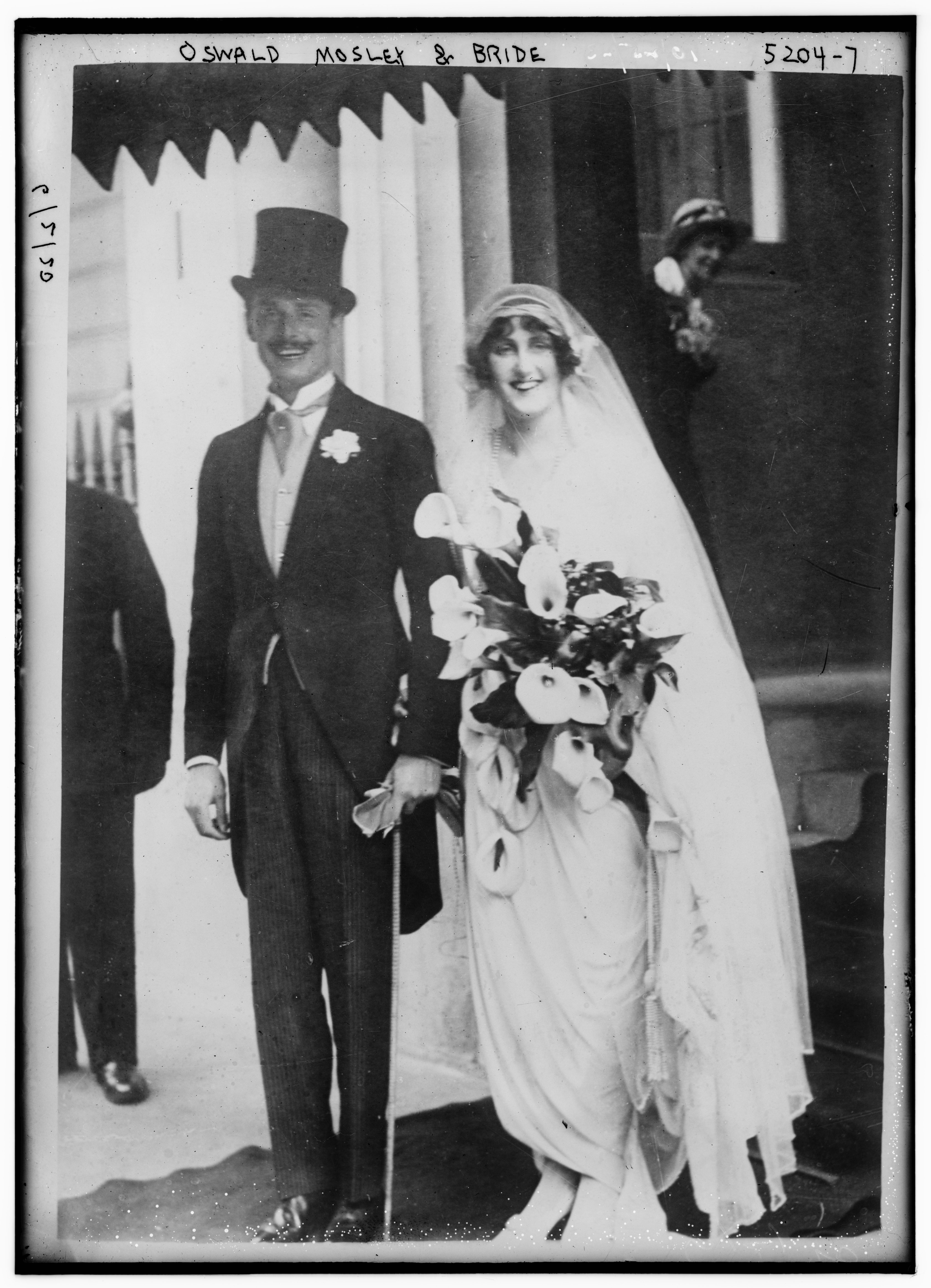
Hochzeit von Cynthia Curzon und Oswald Mosley

Lady Cynthia Blanche Curzon (* 23. August 1898 auf Kedleston Hall in Derby; † 16. Mai 1933 in London) war eine britische Adelige und Politikerin der Labour Party.

## Leben
Cynthia Blanche, genannt Cimmie, war die zweite Tochter von drei Kindern des britischen Politikers und Vizekönigs von Indien George Curzon, 1. Marquess Curzon of Kedleston (1859–1925) und seiner ersten Ehefrau, der US-Amerikanerin Mary Victoria Leiter (1870–1906). Sie besuchte das renommierte Schweizer Internat Le Rosey. 
Am 11. Mai 1920 heiratete Lady Cynthia in London den damaligen konservativen Politiker Sir Oswald Ernald Mosley, 6. Baronet (1896–1980). Die Hochzeit war damals das gesellschaftliche Ereignis des Jahres, zu dem Gäste aus vielen europäischen königlichen Familien anreisten. Ihr Vater musste erst von der Eignung Mosleys als Ehemann überzeugt werden, da er Mosley verdächtigte, die Heirat hauptsächlich aus Gründen des sozialen Aufstiegs und wegen der hohen zu erwartenden Erbschaft anzustreben. Seine Befürchtungen wurden später bestätigt. Aus der gemeinsamen Verbindung gingen drei Kinder hervor:
- Vivien Elizabeth (* 25. Februar 1921; † 26. August 2002) ⚭ 1949 Sir Desmond Francis Forbes Adam (1926–1958 bei einem Autounfall)
- Nicholas (* 25. Juni 1923; † 28. Februar 2017)[1], 3. Baron Ravensdale, ⚭ (1) 1947–1974 Lady Rosemary Laura Salmond (1925–1991), ⚭ (2) 1974 Verity Elizabeth Raymond
- Michael (* 25. April 1932)

Im Jahr 1924 trat Lady Mosley der Labour Party bei und wurde als Abgeordnete für Stoke-on-Trent ins House of Commons gewählt. Überzeugt von der Unfähigkeit der Labour Party, trat ihr Mann am 28. Februar 1931 aus dieser aus und gründete am Tag darauf die New Party, der auch sie beitrat. Die New Party übernahm in der Folge immer mehr politische Inhalte des in Europa aufkommenden Faschismus. Als 1931 erneut landesweite Wahlen abgehalten wurden, konnte die New Party keinen einzigen Sitz gewinnen. Nach der Niederlage unterstützte Lady Mosley ihren Mann in seiner faschistischen Politik bis zu ihrem frühen Tod.  Sie starb während einer Operation an den Folgen einer Bauchfellentzündung.

## Trivia
Während ihrer Ehe hatte ihr Ehemann eine längere Affäre mit ihrer jüngeren Schwester Alexandra Naldera sowie mit ihrer Stiefmutter Grace Curzon, Marchioness Curzon of Kedleston. Ihre andere Schwester, Mary Irene, war vor ihrer Heirat mit Oswald Mosley dessen Mätresse. Nach ihrem frühen Tod heiratete Oswald Mosley seine damalige Geliebte Diana Mitford, ehemalige Ehefrau des Brauereierben Bryan Walter Guinness, am 6. Oktober 1936 in Berlin. Außer den Trauzeugen und dem Standesbeamten waren nur Adolf Hitler und Joseph Goebbels anwesend.